# Peter Müller (Kanute)
Peter Müller (* 1965) ist ein ehemaliger deutscher Kanute im Wildwasserrennsport.
Peter Müller stammt aus Altrip. Er begann im Alter von 14 Jahren mit dem Wildwasserkanu. Müller ist vierfacher Weltmeister im Zweier-Canadier (C2). Mit seinem ersten Partner Wolfgang Kennel holte sich der gelernte Schreiner drei Weltmeister-Titel in der Mannschaft und seinem zweiten Partner Gregor Simon holte er sich einen Weltmeister-Titel in der Einzeldisziplin.
- 1991, 1993, 1996 Erster Platz bei der Wildwasserkanu-Weltmeisterschaft im Teamwettbewerb[2]
- 1998 Weltmeister im Canadier-Zweier mit Gregor Simon[3]
- 1998 wurde er Sportler des Jahres im Rhein-Pfalz-Kreis.
- 2001 stellte einen Rekord in einem 24-Stunden-Rennen über 350 km auf dem Rhein auf und wurde damit in das Guinness-Buch der Rekorde eingetragen.